# Ђукан Радошевић
Ђукан Радошевић (Врточе, код Петровца, 1921 — Врточе, код Петровца) био је учесник Народноослободилачке борбе, пуковник ЈНА и носилац Партизанске споменице.

## Биографија
Ђукан Радошевић рођен је 1921. године у Врточу (заселак Градина), код Петровца, од оца Вида и мајке Мике Кужет. Поједини извори наводе да је рођен 1922. године. Потиче из земљорадничке породице. Ђукан је одрастао у вишечланој породици, са оцем, мајком, братом Сретом и четири сестре. Родитеље су му убили Нијемци 1943. године, а брат му је погинуо у партизанима 1944. Прије рата Ђукан је био земљорадник. Био је ожењен Анђелком Рашковић и са њом добио Драгицу, Веру, Олгу и Драгана.
По окупацији Југославије, Ђукан се укључио у припреме оружаног устанка 27. јула 1941. Од првих дана учествовао је у устаничким и герилским акцијама. На почетку рата, чим се домогао пушке, отишао је у Бихаћку чету. Био је припадник Осме крајишке бригаде. Током рата је рањен у борбама на Банији.
У рату је обављао више дужности. Почетком рата био је борац, а потом замјеник комесара 1. чете 3. батаљона Осме крајишке бригаде. Након тога обављао је дужности секретара батаљонског партијског бироа, комесара 1. чете 3. батаљона, те замјеника комесара 4. батаљона и комесара 2. батаљона Осме крајишке бригаде. Рат је завршио као политички комесар бригаде.
Након рата служио је као официр у ЈНА. Пензионисан је у чину пуковника.
Више пута је одликован. Носилац је Партизанске споменице 1941.
Умро је у Врточу.